# Uất Cửu Lư hoàng hậu (Tây Ngụy Văn Đế)
Uất Cửu Lư hoàng hậu (chữ Hán: 郁久閭皇后, 525–540), thụy hiệu Điệu hoàng hậu (悼皇后) là hoàng hậu thứ hai của Tây Ngụy Văn Đế trong lịch sử Trung Quốc.

## Hoàng hậu
Phụ thân bà là Sắc Liên Đầu Binh Đậu Phạt khả hãn Uất Cửu Lư A Na Côi của Nhu Nhiên.
Năm 538, Tây Ngụy bị đe dọa bởi cuộc tấn công của Nhu Nhiên, Vũ Văn Thái ban đầu đã cố gắng để làm giảm bớt căng thẳng bằng cách gả con gái của một thành viên trong hoàng tộc cho Uất Cửu Lư Tháp Hàn (郁久閭塔寒), em trai Sắc Liên Đầu Binh Đậu Phạt khả hãn Uất Cửu Lư A Na Côi của Nhu Nhiên, song sau đó lại cho rằng điều này vẫn chưa đủ, Vũ Văn Thái đã yêu cầu Văn Đế ly dị Ất Phất Hoàng hậu và lấy con gái của Uất Cử Lư A Na Côi. Văn Đế đồng ý, ông ly hôn với Ất Phất Hoàng hậu và bà xuất gia tu hành làm ni cô.
Tây Ngụy gửi hoàng thân Nguyên Phu (元孚) đến hỏi cưới bà. Uất Cửu Lư A Na Côi đã gửi tặng 700 cỗ xe làm của hồi môn, cùng với 10,000 con ngựa và 2,000 con lạc đà. Lúc đoàn người gặp gỡ Nguyên Phu, Nguyên Phu yêu cầu bà quay mặt từ hướng Đông (phương hướng cao quý theo phong tục Nhu Nhiên) xuống hướng Nam (phương hướng cao quý theo phong tục người Hán). Bà đáp lại rằng:
| “ | Nếu không gặp hoàng đế Đại Ngụy, ta vẫn ở lại Nhu Nhiên. Mời sứ giả Đại Ngụy hướng về hướng Nam, còn ta vẫn quay mặt về hướng Đông | ” |

Mùa xuân năm 538, Văn Đế kết hôn với bà và lập Uất Cửu Lư thị làm hoàng hậu. Điều này đã đem đến hòa bình với Nhu Nhiên trong một thời gian.
Mặc dù Ất Phất Hoàng hậu đã bị phế truất và trở thành một ni cô, Uất Cửu Lư Hoàng hậu vẫn không hài lòng về sự hiện diện của bà ở trong kinh thành. Do dó, năm 540, Văn Đế đã lệnh cho Nguyên Mậu nhậm chức thứ sử Tần Châu (秦州, nay gần tương ứng với Thiên Thủy, Cam Túc), và buộc phế hậu đi cùng con trai đến Tần Châu. Tuy nhiên, do vẫn hi vọng một ngày nào đó sẽ đón bà vào cung, ông đã bí mật bảo bà hãy giữ lại tóc thay vì cạo đi như những ni cô khác. Tuy nhiên, vào lúc này, Nhu Nhiên đã tiến hành một cuộc tấn công lớn vào Tây Ngụy, và nhiều bá quan nghĩ rằng cuộc tấn công nhân danh Uất Cửu Lư Hoàng hậu. Ngay sau đó, Uất Cửu Lư Hoàng hậu đã qua đời trong lúc sinh.
Năm 551, Văn Đế qua đời và được tổ chức tang lễ theo nghi lễ dành cho hoàng đế cùng với Uất Cửu Lư Hoàng hậu,